# Секс-туризм на Украине

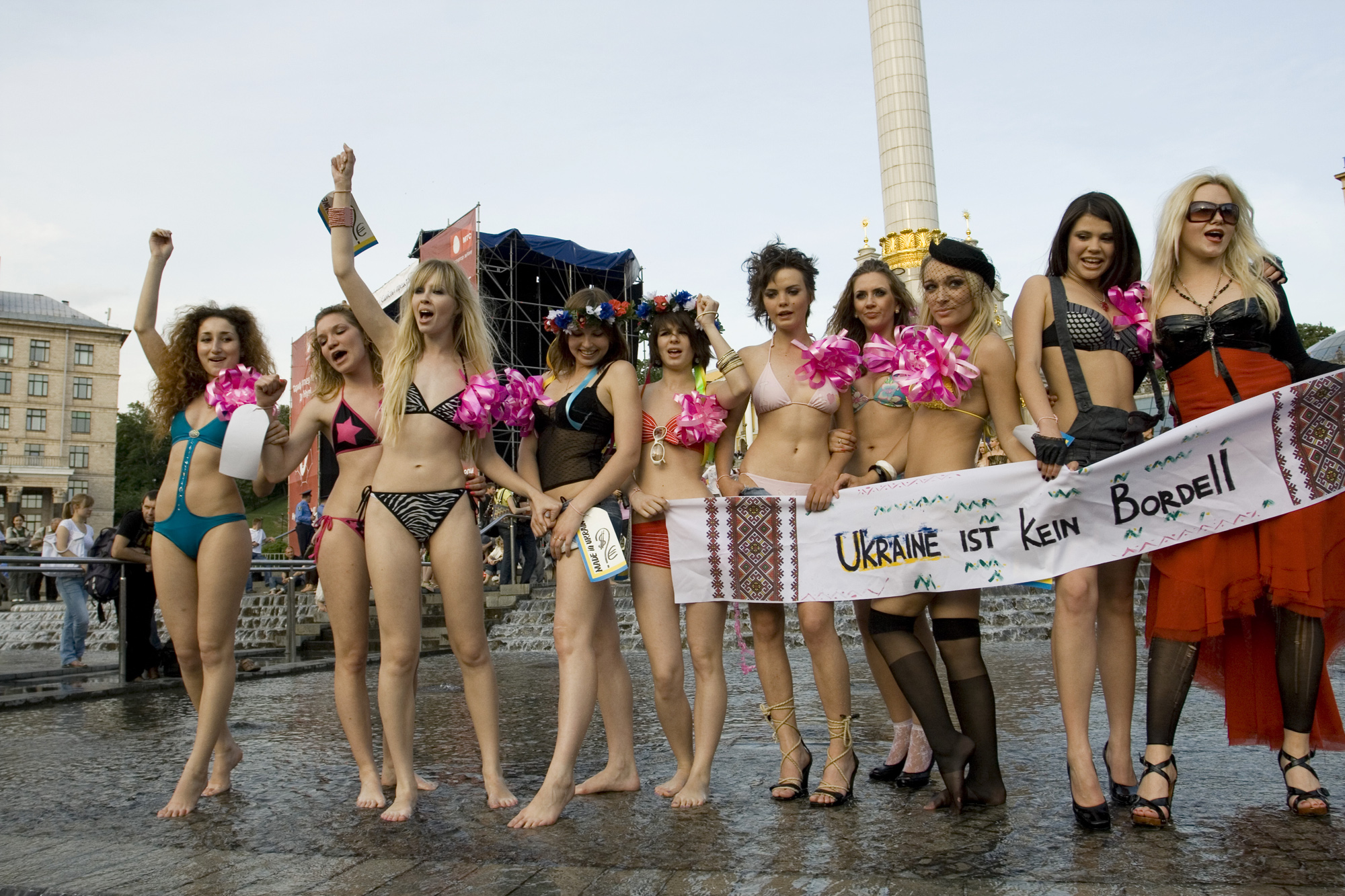
Радикальная группа Femen во время протестов против проституции и секс-туризма на Украине (2009)

Секс-туризм на Украине представлен в основном в виде нелегальной индустрии из онлайн-служб, агентств и секс-работниц, оказывающих коммерческие услуги посещающим страну иностранцам. Чаще всего посетителями Украины становятся секс-туристы из не очень развитых стран, таких как Турция, Египет или Индия. Их, как правило, привлекают невысокие расценки украинских секс-работниц, которые могут составлять около 350 гривен.

## Общая ситуация
В 2012—2015 годах наблюдался пик посетителей главным образом в связи с Евро-2012. Это явление нередко привлекало к себе внимание польской прессы, которая имела тенденцию изображать всех посетителей чемпионата — секс-туристами, всех украинских женщин — их потенциальными жертвами, а всё украинское население обнищавшим, преступным, коррумпированным (см. коррупция на Украине), ВИЧ-инфицированным (см. ВИЧ/СПИД на Украине) и недемократическим. В эти годы на улицах украинских городов даже появились уличные банды, которые занимались избиением иностранцев, застигнутых с местными девушками.
После того, как в 2014 году на востоке страны развернулся вооружённый конфликт, в средствах массовой информации появилась информация, что количество секс-туристов, приезжающих на Украину, снизилось. В условиях вялотекущего вооружённого противостояния гостей из западных стран отпугивает очевидная нестабильность государства. Однако, в связи с отсутствием интереса со стороны европейцев, Украина стала популярным направлением секс-туризма для граждан Турции, у которых визиты на Украину ради женской ласки превратились в разговорное клише и стали темой для популярных кинокартин. Особенно ярко это стало проявляться после охлаждения отношений Турции с Российской Федерацией из-за инцидента со сбитым российским бомбардировщиком в Сирии. В этот период дипломатических трений турецкие мужчины стали вездесущими посетителями всех украинских ночных клубов Киева, Одессы и других городов. Их общее количество за 2016 год достигло четверти миллиона человек. По-видимому, по этой причине Департамент по борьбе с преступлениями, связанными с торговлей людьми, отметил, что общий поток иностранцев за последние два года существенно возрос. Возрастание въездного туризма также косвенно подтверждает информация, собранная Госавиаслужбой Украины.
Причиной интереса иностранцев к Украине является обилие предложений и невысокая стоимость коммерческих сексуальных услуг, которые, в свою очередь, являются следствием тяжёлой экономической ситуации в стране. Вообще говоря, для того, чтобы какая-либо страна стала предпочтительным направлением для секс-туризма, требуется сочетание сразу нескольких факторов: высокий уровень бедности и её феминизация, ограниченные коридоры возможностей и хорошо налаженная система организованной преступности. Как оказалось, Украина обладает всеми этими свойствами.
В результате украинские женщины по всему миру слывут красивыми и легкодоступными и большинство туристов привлекают именно эти качества. По мнению председателя подкомитета по вопросам развития туризма, курортов и рекреационной деятельности Верховной Рады Украины Анны Романовой, такое положение вещей стало результатом неверного туристического брендинга страны. Кроме этого, широко распространившиеся современные коммуникационные технологии на Украине используются не для продвижения идей гендерного равенства, а в основном для развития секс-туризма и брачных агентств, которые фактически занимаются продажей украинских женщин на глобальном рынке.
В настоящее время один час секса на Украине расценивается в диапазоне от 10 до 75 $, что делает такие цены очень выгодными по сравнению со многими европейскими странами. Даже в Турции секс с европейской девушкой будет стоить значительно дороже. Как считают украинские правоохранители, контингент, приезжающий в страну в поисках плотских утех, прекрасно ориентируется, где и за сколько можно найти себе партнёршу. Тем не менее украинские женщины используют интимное общение с иностранцами не только для заработка, но и для воплощения своей мечты удачно выйти замуж.
Эта сторона украинской социальной жизни получила подробное описание в ряде популярных блогов, книг и путеводителей. Например, известный американский пикапер турецкого происхождения Руш Ви изложил свой опыт посещения Украины на страницах книги «Переспать с Украиной» (англ. Bang Ukraine), где он подробно описал свои способы минимизации расходной части бюджета при обольщении украинских женщин.

## Сексуальная эксплуатация детей
Особым случаем является использование несовершеннолетних в украинской индустрии секс-туризма. Согласно докладу ECPAT 2015 года, низкий уровень жизни в стране, пренебрежение воспитанием детей, всепроникающая коррупция (см. коррупция на Украине), потребительское отношение к окружающим — все эти обстоятельства заложили прочный фундамент для детского рынка сексуальных услуг на Украине. В дополнение к вышеперечисленному существенную роль сыграл также и ряд других факторов: репутация страны с красивыми и легкодоступными женщинами, огромный разрыв в экономическом развитии между Украиной и окружающими государствами, отсутствие визового режима, географическое расположение в центре Европы, низкие цены на алкоголь, репутация коррумпированной системы управления и уверенность в возможности избежать наказания. Всё это послужило стимулом для развития системы сексуальной эксплуатации детей в интересах приезжающих иностранцев. Ресурсом для неё выступают те слои украинского населения, которые живут ниже черты бедности. Из семей с одним ребёнком таковых 26 % (4,4 миллиона), а из семей с двумя детьми таковых 39 % (6,6 миллионов)(согласно данным Государственной службы статистики Украины от 2010 года).
Общее количество несовершеннолетних украинцев, которые оказывают секс-услуги, достигает 15 000 человек (см. детская проституция на Украине). Огромный разрыв в доходах даёт возможность любому иностранцу легко впечатлить любого уличного ребёнка, воплотив его желания пообедать в ресторане или купить дорогие предметы личного гардероба. Для некоторых детей оплаченный иностранцем в ресторане обед может быть единственным приёмом пищи за весь день. В этом отношении вступление в половую связь является следствием плохого материального положения или пренебрежения моральными ценностями. Тем не менее, экспертное сообщество полагает, что главными причинами для широкого распространения сексуальной эксплуатации детей на Украине является коррупция, беззаконие и возможность легко уйти от уголовного преследования. Те иностранцы, кто не рискует в своих родных странах вступать в противозаконные связи с подростками, полагают, что на Украине закон не выполняется, и опасаться нечего. Даже будучи пойманными с поличным, они всегда имеют возможность откупиться от правоохранительных органов. Более того, исследователи этой сферы отмечают, что украинские силовики сами часто принимают участие в сексуальной эксплуатации детей, выступая в роли клиентов или получателей дохода.